# Endlichers Flösselhecht
Endlichers Flösselhecht (Polypterus endlicherii) ist ein afrikanischer Süßwasserfisch aus der Familie der Flösselhechte (Polypteridae), der im Nil, im Einzugsgebiet von Schari und Tschadsee, im Niger, Volta, Bandama, oberen Comoé und im Ouémé vorkommt. Er wurde benannt nach Stephan Ladislaus Endlicher, mit dem Heckel in regem Kontakt stand.

## Merkmale
Endlichers Flösselhecht wird maximal 63 cm lang und kann ein Maximalgewicht von 3,3 kg erreichen. Der mit in schrägen Reihen angeordneten Ganoidschuppen bedeckte, langgestreckte Körper ist in den vorderen zwei Dritteln im Querschnitt annähernd rund. Das letzte Körperdrittel ist seitlich abgeflacht. Die Körperhöhe beträgt 9,7 bis 13,7 % der Standardlänge, die Kopflänge 19,2 bis 23,8 % der Standardlänge. Die Fische sind auf der Rückenseite gelblich oder grünlich gefärbt, die Bauchseite ist heller. Auf den Körperseiten befinden sich unregelmäßige, schräg stehende Querbänder. Der abgeflachte Kopf und die Flossen zeigen dunkle Punkte. Der Unterkiefer der Fische ist länger als der Oberkiefer und steht vor. Endlichers Flösselhecht hat 50 bis 59 Schuppen in einer Reihe entlang der Seitenlinie, 40 bis 46 Schuppen in einer Reihe rund um den Körper und 11 bis 16 Schuppen vor dem ersten Flössel. Die Anzahl der Rückenflössel liegt bei 11 bis 14. Die Afterflosse wird von 14 bis 18 Flossenstrahlen gestützt. Die Brustflossen reichen bis zum ersten Flössel. Die Anzahl der Wirbel beträgt 53 bis 57. Die Schwanzflosse und der hintere, mit der Schwanzflosse zusammengewachsene Rückenflossenabschnitt werden von 20 bis 26 Flossenstrahlen gestützt.
Wie alle Flösselhechte ist Endlichers Flösselhecht eine bodenbewohnende Fischart, die über die als Lunge dienende Schwimmblase auch Luft atmen kann. Sie lebt in Flüssen und Sümpfen und ernährt sich vor allem von Fischen, daneben von Schnecken und Krebstieren.